# Герцик Іван Павлович
Ге́рцик Іва́н Па́влович (роки народження і смерті невідомі; помер після 1722) — український державний діяч, генеральний хорунжий в уряді Пилипа Орлика, син Павла Герцика, середний брат Григорія та Опанаса Герцика. За дорученням Орлика їздив з листами до Туреччини, щоб підбурити її до війни з Росією. В 1734—1735 pp. входив до складу Орликового штабу в Каушанах.
Дружина Івана Герцика, Агрипина Іванівна, до шлюбу Левенець, з 1712 року на засланні в Москві.